# Rainbow Notes♪
「Rainbow Notes♪」（レインボー・ノーツ）は、神戸みゆきの2作目のシングル。2003年10月16日にポニーキャニオンから発売された。

## 概要
- 前作「太陽の楽園〜Promised Land〜」から約6ヶ月ぶりのリリースである。
- 表題曲「Rainbow Notes♪」は、テレビアニメ『マーメイドメロディー ぴちぴちピッチ』のオープニングテーマである。
- カップリング曲には、同アニメのエンディングテーマと挿入歌が収録されており、劇中に登場するキャラクターである七海るちあ、宝生波音、桐院リナ役を演じている中田あすみ、寺門仁美、浅野まゆみが歌っている。
- ジャケットには七海るちあ・宝生波音・洞院リナが描かれている。

## 収録曲
1. Rainbow Notes♪ [4:25]
歌：神戸みゆき
作詞：三井ゆきこ、作曲：勝誠二、編曲：蓮沼健介
2. 世界で一番早く朝が来る場所 [4:09]
歌：七海るちあ（中田あすみ）、宝生波音（寺門仁美）、洞院リナ（浅野まゆみ）
作詞：三井ゆきこ、作曲：佐藤直紀、編曲：吉川慶
3. KIZUNA [4:37]
歌：七海るちあ（中田あすみ）、宝生波音（寺門仁美）、洞院リナ（浅野まゆみ）
作詞：福田哲也、作曲・編曲：勝誠二

## タイアップ
| 曲名                       | タイアップ                                                            |
| -------------------------- | --------------------------------------------------------------------- |
| Rainbow Notes♪             | テレビアニメ『マーメイドメロディー ぴちぴちピッチ』オープニングテーマ |
| 世界で一番早く朝が来る場所 | テレビアニメ『マーメイドメロディー ぴちぴちピッチ』エンディングテーマ |
| KIZUNA                     | テレビアニメ『マーメイドメロディー ぴちぴちピッチ』挿入歌             |

## ソロバージョン
| 曲名                            | アーティスト             | 収録アルバム                                                         |
| ------------------------------- | ------------------------ | -------------------------------------------------------------------- |
| KIZUNA （るちあソロバージョン） | 七海るちあ（中田あすみ） | マーメイドメロディー ぴちぴちピッチ ボーカルコレクションジュエルBOX2 |
| KIZUNA （波音ソロバージョン）   | 宝生波音（寺門仁美）     | マーメイドメロディー ぴちぴちピッチ ボーカルコレクションジュエルBOX2 |
| KIZUNA （リナソロバージョン）   | 洞院リナ（浅野まゆみ）   | マーメイドメロディー ぴちぴちピッチ ボーカルコレクションジュエルBOX2 |

## 収録アルバム
| 曲名                       | 収録アルバム                                                         |
| -------------------------- | -------------------------------------------------------------------- |
| Rainbow Notes♪             | マーメイドメロディー ぴちぴちピッチ ボーカルコレクションジュエルBOX2 |
| 世界で一番早く朝が来る場所 | マーメイドメロディー ぴちぴちピッチ ボーカルコレクションジュエルBOX2 |